# Wiardi Beckman Stichting
Le Wiardi Beckman Stichting (La fondation Wiardi Beckman) est un groupe de réflexion néerlandais lié au parti de centre gauche le parti travailliste (PvdA).
La fondation est nommée d'après Herman Bernard Wiardi Beckman, un membre du sénat néerlandais, qui pendant la Seconde Guerre mondiale a été convoqué par la reine Wilhelmine pour devenir un membre du Gouvernement néerlandais en exil, mais qui a été pris par le Sicherheitsdienst et qui est mort dans le camp de concentration de Dachau.
La fondation a publié le magazine Socialisme & Democratie (Socialisme & Démocratie) depuis 1970.